# Scacchi per corrispondenza

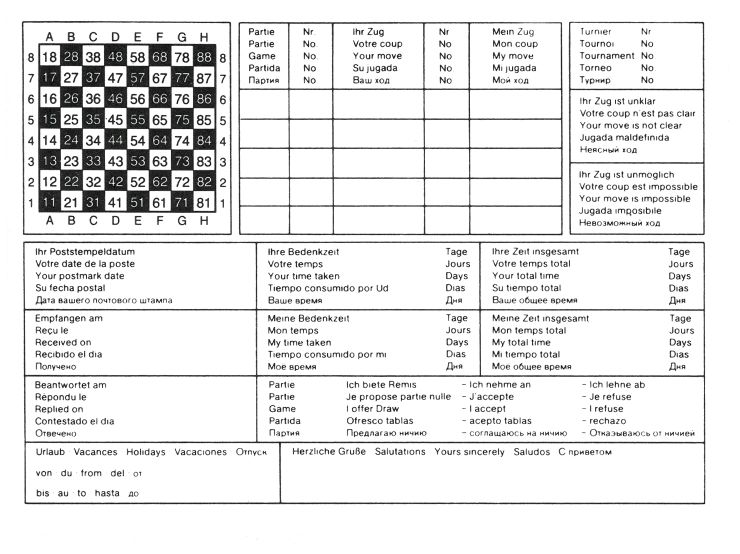
Cartolina utilizzata per gli scacchi per corrispondenza

Gli scacchi per corrispondenza sono una variante del gioco degli scacchi giocata usando diverse forme di corrispondenza a lunga distanza, di solito attraverso un server di scacchi per corrispondenza, attraverso la posta elettronica o il sistema postale.
È una variante del gioco a tavolino dove i giocatori si siedono contemporaneamente di fronte a una scacchiera anche se non necessariamente nello stesso posto.
Gli scacchi per corrispondenza permettono ai giocatori di giocare senza incontrarsi fisicamente. Queste relazioni a distanza sono solo una delle attrazioni degli scacchi per corrispondenza. La lunghezza di una partita giocata per corrispondenza può variare a seconda del metodo utilizzato per trasmettere le mosse: un gioco giocato via server o per posta elettronica potrebbe finire in pochi giorni, ma una partita giocata per posta normale tra giocatori in differenti paesi può durare parecchi anni.

## Struttura degli scacchi per corrispondenza
Gli scacchi per corrispondenza si differenziano da quelli giocati tra due giocatori presenti al tavolino in diversi aspetti. Mentre i giocatori a tavolino disputano una partita alla volta (ad eccezione dell'esibizione simultanea), i giocatori per corrispondenza spesso hanno in corso diversi giochi allo stesso momento. Giochi da torneo sono giocati simultaneamente, ed alcuni giocatori possono anche avere più di cento partite in atto nello stesso momento.
I limiti di tempo nel gioco per corrispondenza sono di solito tra i 30 ed i 60 giorni ogni 10 mosse (più il tempo di trasmissione negli scacchi postali). 
Questo tempo permette di fare calcoli più profondi, e ciò comporta che le sviste siano meno frequenti.
Alcune forme di assistenza, inclusi libri, database di scacchi e alle volte software di scacchi, sono spesso consentiti. Libri e basi di dati sono quasi universalmente accettati ma regole delle organizzazioni variano a seconda che sia consentito o meno l'utilizzo di software di scacchi.
Molti giocatori per passatempo, nuovi al fascino degli scacchi per corrispondenza, spesso rifiutano qualsiasi tipo di assistenza.

## Assistenza informatica
Il nuovo fenomeno dell'assistenza informatica ha alterato l'essenza degli scacchi per corrispondenza e, oltre ad una profonda conoscenza scacchistica e disciplina analitica, l'abilità ad interpretare e guidare le analisi del computer è diventata fondamentale. Dato che anche giocatori con una scarsa conoscenza scacchistica possono usare i migliori programmi per computer per analizzare i loro giochi, la differenza tra un principiante ed un campione di scacchi è diminuita negli ultimi anni. Tuttavia, l'ingerenza dell'assistenza informatica rimane controversa sia nei giochi ufficiali che in quelli informali e manca ancora un consenso generale sul permettere l'aiuto del computer.
Altra questione in gioco è la supremazia dell'uomo sui software scacchistici. Alcuni affermano che un software scacchistico è di un'altra categoria rispetto al giocatore per corrispondenza al massimo livello. Un interessante incontro parallelo tra il Grande Maestro Internazionale Arno Nickel e sei programmi scacchistici tenutosi sull'internet chess server Chessfriend finì col risultato di +1=3-2. Nickel giocò anche un incontro di due partite contro Hydra vincendo per 2-0. Nella rivincita la prima partita finì patta, la seconda venne rinviata a causa di problemi al server. Alla fine Nickel perse per il tempo.

## Regole
I tornei di scacchi per corrispondenza di solito vengono giocati sotto l'egida di un organismo ufficiale, il più importante dei quali è l'International Correspondence Chess Federation, International Corrispondence Chess Federation, affiliato alla FIDE, la federazione internazionale degli scacchi. L'ICCF, organizzatrice di tornei per posta normale e per posta elettronica, non è la sola organizzazione coinvolta negli scacchi per corrispondenza. Ci sono altri organismi internazionali che organizzano tornei di scacchi per corrispondenza, come la FICGS, Free Internet Correspondence Games Server, che organizza un importante campionato del mondo ad eliminazione diretta, e un certo numero di organismi che organizzano tornei per e-mail come l'IECG, International Email Chess Group, l'IECC, International E-mail Chess Club. Da notare tuttavia che questi gruppi, a differenza dell'ICCF, non sono riconosciuti dalla FIDE.
L'ICCF coopera molto strettamente con la FIDE. I titoli e i punteggi ICCF sono riconosciuti dalla FIDE.
L'ICCF assegna i titoli di Maestro Internazionale, Maestro Internazionale Senior e Grande Maestro Internazionale per corrispondenza. Questi sono equivalenti ai titoli simili assegnati dalla FIDE per il gioco a tavolino. Dal 2016 verranno riconosciuti altri due titoli: Correspondence Chess MASTER (CCM) e Correspondence Chess EXPERT (CCE), parificati ai titoli femminili Lady Grand Master (LGM) e Lady International Master (LIM). L'ICCF gestisce anche il Campionato del mondo di scacchi per corrispondenza. A causa del fatto che tali eventi possono durare anni, diversi campionati possono venire a sovrapporsi. Per esempio nel febbraio del 2005 Joop van Oosterom fu dichiarato vincitore del 18º campionato (che ebbe inizio nel giugno del 2003), benché il vincitore del 17º campionato (che ebbe inizio nel marzo 2002) non fosse stato ancora determinato.
Fino al 2004 gli scacchi per corrispondenza per l'ICCF furono giocati solamente per posta normale o per posta elettronica. Per queste due forme di trasmissione l'ICCF ha sviluppato una sua propria notazione, conosciuta come ICCF Numeric Notation.
Negli ultimi anni l'utilizzo di sempre più potenti programmi scacchistici hanno portato nuove sfide ad organizzatori quali l'ICCF e a controversie a seguito di decisioni in merito all'ammissibilità di programmi simili in competizioni ufficiali per corrispondenza.
L'emergere di Internet ha portato nuove opportunità per gli scacchi per corrispondenza, non tutte sotto l'egida degli organismi ufficiali. Sono sorti siti in cui è possibile giocare per corrispondenza e si è aperta la possibilità per le persone di giocare partite per corrispondenza per proprio conto in maniera più semplice, senza punteggi ufficiali, benché su alcuni server scacchistici sia possibile avere un qualche tipo di punteggio (riferito solo a quel determinato server).

## Tipi di scacchi per corrispondenza
Ci sono tre tipi di scacchi per corrispondenza: per posta normale, per posta elettronica, su server dedicati, con questi ultimi che stanno nel tempo diventando molto popolari al pari dei server per il gioco lampo online.

### Scacchi per corrispondenza su server dedicati
Sono solitamente siti con una interfaccia web per inserire le mosse e una infrastruttura basata su un database per storicizzarle. Portano una maggiore facilità di gioco in quanto il giocatore deve preoccuparsi solamente di inserire le mosse tramite l'interfaccia fornita e queste vengono registrate in tempo reale.
Il costo di iscrizione su questi server è vario. Molti server usano una tariffa annuale. Molti danno la possibilità di usare dei nickname e hanno un sistema di punteggi che variano in tempo reale dopo ogni partita. Molti di questi server hanno anche un certo numero di funzionalità quali un database di partite online, forum di discussione, squadre, pagine personali per gli utenti. Molti siti invece hanno tariffe per torneo e obbligano all'uso del nome reale.

### Scacchi per corrispondenza via e-mail
Ci sono organizzazioni dedicate ai tornei via e-mail. Il gioco via e-mail vede un graduale calo di popolarità a causa di problemi con la trasmissione di virus, la possibilità per gli avversari di dire che non hanno ricevuto le mosse e simili impedimenti. Molti giocatori via e-mail stanno abbandonando in favore dei server dedicati.

### Scacchi per corrispondenza via posta normale
Esistono organizzazioni che usano la posta ordinaria per la trasmissione delle mosse tra i giocatori. Questa forma di scacchi per corrispondenza è stata quasi completamente soppiantata prima dagli scacchi via e-mail e successivamente dal gioco basato sui server.
Le organizzazioni di scacchi per posta come la International Correspondence Chess Association e la United States Chess Federation, hanno aggiunto ai loro servizi anche le opzioni di gioco via posta elettronica o via server.
Si deve inoltre notare che i server di scacchi per corrispondenza possono avvalersi di qualsiasi tipo di interfaccia per l'inserimento delle mosse; essi operano come "banche virtuali" ed il metodo di trasmissione è ininfluente affinché le transazioni di mosse siano inserite.

## Giocatori classici che giocano anche per corrispondenza
Sebbene al giorno d'oggi i migliori giocatori per corrispondenza siano degli specialisti, un notevole numero di giocatori "normali" ha in passato giocato anche per corrispondenza durante la carriera. Ol'ga Rubcova vinse sia il campionato mondiale femminile di scacchi che quello per corrispondenza. I campioni per corrispondenza Jakov Estrin, Alberic O'Kelly de Galway e Vjačeslav Ragozin erano tutti Grandi Maestri e Cecil Purdy e Michail Umanskij erano Maestri Internazionali.
Scacchisti che hanno raggiunto il titolo di Grande Maestro in entrambe le specialità comprendono Ulf Andersson, Igor' Bondarevskij, Aivars Gipslis, Curt Hansen, Jonny Hector, Jānis Klovāns, Olita Rause (WGM), Lothar Schmid e Duncan Suttles. I Grandi Maestri per corrispondenza János Balogh, Olaf Barda, Jean Hébert, Jonathan Penrose e Richard Polaczek sono anche Maestri Internazionali. Il grande giocatore estone Paul Keres giocò numerose partite per corrispondenza, sembra perché facesse fatica a trovare in patria altri giocatori del suo livello con cui giocare. Anche i Campioni del mondo Aleksandr Alechin e Max Euwe giocarono per corrispondenza. Ulf Andersson raggiunse le prime posizioni tra i giocatori sia nell'ICCF che nella FIDE, rimanendo tra i primi 100 della FIDE fino al giugno del 2002 essendo secondo nella classifica ICCF. Andrej Sokolov è un altro Grande Maestro FIDE che recentemente ha iniziato il gioco per corrispondenza.